# Athlétisme aux Jeux de l'Empire britannique et du Commonwealth de 1958
Navigation
Les épreuves d'athlétisme des Jeux de l'Empire britannique et du Commonwealth de 1958 se déroulent du 17 au 26 juillet 1958 à l'Arms Park de Cardiff, au Pays de Galles.

## Podiums

### Hommes
| Épreuve           | Or                                                                                 | Argent                                                                          | Bronze                                                                       |
| ----------------- | ---------------------------------------------------------------------------------- | ------------------------------------------------------------------------------- | ---------------------------------------------------------------------------- |
| 100 yards         | Keith Gardner (JAM) 9 s 66                                                         | Tom Robinson (BAH) 9 s 69                                                       | Mike Agostini (TRI) 9 s 79                                                   |
| 220 yards         | Tom Robinson (BAH) 21 s 08                                                         | Keith Gardner (JAM) 21 s 11                                                     | Gordon Day (RSA) 21 s 15                                                     |
| 440 yards         | Milkha Singh (IND) 46 s 71                                                         | Malcolm Spence (RSA) 46 s 9                                                     | Terry Tobacco (CAN) 47 s 05                                                  |
| 880 yards         | Herb Elliott (AUS) 1 min 49 s 32                                                   | Brian Hewson (ENG) 1 min 49 s 47                                                | Mike Rawson (ENG) 1 min 50 s 94                                              |
| 1 mile            | Herb Elliott (AUS) 3 min 59 s 03                                                   | Merv Lincoln (AUS) 4 min 01 s 80                                                | Albie Thomas (AUS) 4 min 02 s 77                                             |
| 3 miles           | Murray Halberg (NZL) 13 min 14 s 96                                                | Albie Thomas (AUS) 13 min 24 s 37                                               | Neville Scott (NZL) 13 min 26 s 06                                           |
| 6 miles           | Dave Power (AUS) 28 min 48 s 16                                                    | John Merriman (WAL) 28 min 48 s 84                                              | Arere Anentia (KEN) 28 min 51 s 48                                           |
| Marathon          | Dave Power (AUS) 2 h 22 min 46 s                                                   | Johannes Barnard (RSA) 2 h 22 min 58 s                                          | Peter Wilkinson (ENG) 2 h 24 min 42 s                                        |
| 120 yards haies   | Keith Gardner (JAM) 14 s 20w CR                                                    | Jacobus Swart (RSA) 14 s 30w                                                    | Ghulam Raziq (PAK) 14 s 32w                                                  |
| 440 yards haies   | Gert Potgieter (RSA) 49 s 73 (WR) CR                                               | David Lean (AUS) 50 s 59                                                        | Bartonjo Rotich (KEN) 51 s 75                                                |
| 4 × 110 yards     | Angleterre Adrian Breacker David Segal Roy Sandstrom Peter Radford 40 s 72         | Nigeria Jimmy Omagbemi Smart Akrara Thomas Obi Victor Odofin 41 s 05            | Australie Hector Hogan Jim McCann Kevan Gosper Terry Gale 41 s 64            |
| 4 × 440 yards     | Afrique du Sud Gerald Evans Gert Potgieter Gordon Day Malcolm Spence 3 min 08 s 21 | Angleterre Derek Johnson Ted Sampson John Wrighton John Salisbury 3 min 09 s 61 | Jamaïque George Kerr Gerald James Keith Gardner Malcolm Spence 3 min 10 s 08 |
| Saut en hauteur   | Ernle Haisley (JAM) 2,06 m                                                         | Chilla Porter (AUS) 2,03 m                                                      | Robert Kotei (GHA) 2,00 m                                                    |
| Saut à la perche  | Geoff Elliott (ENG) 4,16 m                                                         | Robert Reid (CAN) 4,16 m                                                        | Merv Richards (NZL) 4,16 m                                                   |
| Saut en longueur  | Paul Foreman (JAM) 7,47 m                                                          | Deryck Taylor (JAM) 7,47 m                                                      | Muhammad Ramzan Ali (PAK) 7,33 m                                             |
| Triple saut       | Ian Tomlinson (AUS) 15,74 m (w)                                                    | Jack Smyth (CAN) 15,69 m                                                        | Dave Norris (NZL) 15,45 m                                                    |
| Lancer du poids   | Arthur Rowe (ENG) 17,57 m                                                          | Martyn Lucking (ENG) 16,50 m                                                    | Barry Donath (AUS) 15,79 m                                                   |
| Lancer du disque  | Fanie du Plessis (RSA) 55,94 m                                                     | Les Mills (NZL) 51,73 m                                                         | Gerry Carr (ENG) 51,63 m                                                     |
| Lancer du marteau | Mike Ellis (en) (ENG) 62,9 m                                                       | Muhammad Iqbal (PAK) 61,7 m                                                     | Peter Allday (ENG) 57,58 m                                                   |
| Lancer du javelot | Colin Smith (ENG) 71,29 m                                                          | Jalal Khan (PAK) 70,83 m                                                        | Hans Moks (CAN) 70,41 m                                                      |

### Femmes
| Épreuve           | Or                                                                             | Argent                                                                           | Bronze                                                                   |
| ----------------- | ------------------------------------------------------------------------------ | -------------------------------------------------------------------------------- | ------------------------------------------------------------------------ |
| 100 yards         | Marlene Willard (AUS) 10 s 7                                                   | Heather Young (ENG) 10 s 73                                                      | Madeleine Weston (ENG) 10 s 81                                           |
| 220 yards         | Marlene Willard (AUS) 23 s 65 CR                                               | Betty Cuthbert (AUS) 23 s 77                                                     | Heather Young (ENG) 23 s 9                                               |
| 80 mètres haies   | Norma Thrower (AUS) 10 s 72w CR                                                | Carole Quinton (ENG) 10 s 77w                                                    | Gloria Wigney (AUS) 10 s 94w                                             |
| 4 × 110 yards     | Angleterre Madeleine Weston Dorothy Hyman June Paul Heather Young 45 s 37 (WR) | Australie Betty Cuthbert Kay Johnson Marlene Mathews-Willard Wendy Hayes 46 s 12 | Canada Diane Matheson Eleanor Haslam Freyda Berman Maureen Rever 47 s 21 |
| Saut en hauteur   | Michele Mason (AUS) 1,70 m                                                     | Mary Donaghy (NZL) 1,70 m                                                        | Helen Frith (AUS) 1,65 m                                                 |
| Saut en longueur  | Sheila Hoskin (ENG) 6,02 m (w)                                                 | Mary Bignal (ENG) 5,97 m (w)                                                     | Bev Watson (AUS) 5,97 m (w)                                              |
| Lancer du poids   | Val Sloper (NZL) 15,54 m                                                       | Suzanne Allday (ENG) 14,44 m                                                     | Jackie Gelling (CAN) 14,03 m                                             |
| Lancer du disque  | Suzanne Allday (ENG) 45,91 m                                                   | Jennifer Thompson (NZL) 45,29 m                                                  | Val Sloper (NZL) 44,93 m                                                 |
| Lancer du javelot | Anna Pazera (AUS) 57,40 m (WR)                                                 | Magdalena Swanepoel (RSA) 48,73 m                                                | Averil Williams (ENG) 46,78 m                                            |

## Résultats détaillés

### 100 y
| Rang | Pays              | Athlète          | Temps |
| ---- | ----------------- | ---------------- | ----- |
| 1    | Jamaïque          | Keith Gardner    | 9 s 4 |
| 2    | Bahamas           | Tom Robinson     | 9 s 6 |
| 3    | Trinité-et-Tobago | Michael Agostini | 9 s 6 |
| 4    | Angleterre        | Peter Radford    | 9 s 7 |
| 5    | Nigeria           | Jimmy Omagbemi   | 9 s 7 |
| 6    | Afrique du Sud    | Gordon Day       | 9 s 8 |

| Rang | Pays           | Athlète                 | Temps  |
| ---- | -------------- | ----------------------- | ------ |
| 1    | Australie      | Marlene Mathews-Willard | 10 s 6 |
| 2    | Angleterre     | Heather Armitage-Young  | 10 s 6 |
| 3    | Angleterre     | Madeleine Weston        | 10 s 7 |
| 4    | Australie      | Betty Cuthbert          | 10 s 7 |
| 5    | Angleterre     | June Paul               | 10 s 8 |
| 6    | Afrique du Sud | Anne Shaw               | 11 s 0 |

### 220 y
| Rang | Pays           | Athlète             | Temps  |
| ---- | -------------- | ------------------- | ------ |
| 1    | Bahamas        | Tom Robinson        | 21 s 0 |
| 2    | Jamaïque       | Keith Gardner       | 21 s 0 |
| 3    | Afrique du Sud | Gordon Day          | 21 s 1 |
| 4    | Canada         | Stan Levenson       | 21 s 5 |
| 5    | Angleterre     | John Scott-Oldfield | 21 s 8 |
|      | Afrique du Sud | Edward Jefferys     | DNF    |

| Rang | Pays           | Athlète                 | Temps  |
| ---- | -------------- | ----------------------- | ------ |
| 1    | Australie      | Marlene Mathews-Willard | 23 s 3 |
| 2    | Australie      | Betty Cuthbert          | 23 s 8 |
| 3    | Angleterre     | Heather Armitage-Young  | 23 s 9 |
| 4    | Angleterre     | June Paul               | 24 s 0 |
| 5    | Afrique du Sud | Magdel Myburgh          | 24 s 4 |
| 6    | Canada         | Eleanor Haslam          | 24 s 7 |

### 440 y
| Rang | Pays           | Athlète        | Temps  |
| ---- | -------------- | -------------- | ------ |
| 1    | Inde           | Milkha Singh   | 46 s 6 |
| 2    | Afrique du Sud | Malcolm Spence | 46 s 9 |
| 3    | Canada         | Terry Tobacco  | 47 s 0 |
| 4    | Angleterre     | John Salisbury | 47 s 1 |
| 5    | Angleterre     | John Wrighton  | 47 s 2 |
| 6    | Écosse         | John MacIsaac  | 48 s 9 |

### 880 y
| Rang | Pays                                    | Athlète        | Performance  |
| ---- | --------------------------------------- | -------------- | ------------ |
| 1    | Australie                               | Herb Elliott   | 1 min 49 s 3 |
| 2    | Angleterre                              | Brian Hewson   | 1 min 49 s 5 |
| 3    | Angleterre                              | Mike Rawson    | 1 min 51 s 1 |
| 4    | Fédération de Rhodésie et du Nyassaland | Terry Sullivan | 1 min 51 s 3 |
| 5    | Nouvelle-Zélande                        | Donal Smith    | 1 min 51 s 5 |
| 6    | Angleterre                              | Mike Farrell   | 1 min 52 s 1 |
| 7    | Écosse                                  | Les Locke      | 1 min 54 s 7 |
|      | Angleterre                              | Edward Buswell | DNS          |

### 1 mile
| Rang | Pays             | Athlète           | Temps        |
| ---- | ---------------- | ----------------- | ------------ |
| 1    | Australie        | Herbert Elliott   | 3 min 59 s 0 |
| 2    | Australie        | Mervyn Lincoln    | 4 min 01 s 9 |
| 3    | Australie        | Albert Thomas     | 4 min 02 s 7 |
| 4    | Angleterre       | Gordon Pirie      | 4 min 04 s 1 |
| 5    | Nouvelle-Zélande | Murray Halberg    | 4 min 06 s 6 |
| 6    | Écosse           | Michael Berisford | 4 min 06 s 8 |
| 7    | Angleterre       | Michael Blagrove  | 4 min 08 s 0 |
| 8    | Angleterre       | Brian Hewson      | 4 min 11 s 1 |

### 3 miles
| Rang | Pays             | Athlète        | Temps          |
| ---- | ---------------- | -------------- | -------------- |
| 1    | Nouvelle-Zélande | Murray Halberg | 13 min 15 s 00 |
| 2    | Australie        | Albert Thomas  | 13 min 24 s 4  |
| 3    | Nouvelle-Zélande | Neville Scott  | 13 min 26 s 2  |
| 4    | Angleterre       | Gordon Pirie   | 13 min 29 s 6  |
| 5    | Angleterre       | Peter Clark    | 13 min 31 s 6  |
| 6    | Pays de Galles   | John Merriman  | 13 min 32 s 2  |
| 7    | Australie        | David Power    | 13 min 37 s 6  |
| 8    | Kenya            | Arere Anentia  | 13 min 39 s 5  |

### 6 miles
| Rang | Pays             | Athlète         | Temps         |
| ---- | ---------------- | --------------- | ------------- |
| 1    | Australie        | David Power     | 28 min 47 s 8 |
| 2    | Pays de Galles   | John Merriman   | 28 min 48 s 8 |
| 3    | Kenya            | Arere Anentia   | 28 min 51 s 2 |
| 4    | Angleterre       | Martin Hyman    | 28 min 58 s 6 |
| 5    | Angleterre       | Fred Norris     | 29 min 44 s 0 |
| 6    | Kenya            | Arap Sum Kanuti | 30 min 03 s 6 |
| 7    | Écosse           | Joseph Connolly | 30 min 20 s 4 |
| 8    | Nouvelle-Zélande | Barry Magee     | 30 min 27 s 2 |

### Marathon
| Rang | Pays           | Athlète             | Temps             |
| ---- | -------------- | ------------------- | ----------------- |
| 1    | Australie      | David Power         | 2 h 22 min 45 s 6 |
| 2    | Afrique du Sud | Jan Barnard         | 2 h 22 min 57 s 4 |
| 3    | Angleterre     | Peter Wilkinson     | 2 h 24 min 42 s 0 |
| 4    | Angleterre     | Eddie Kirkup        | 2 h 27 min 32 s   |
| 5    | Canada         | Gordon Dickson      | 2 h 28 min 43 s   |
| 6    | Angleterre     | Colin Kemball       | 2 h 29 min 18 s   |
| 7    | Écosse         | Alexander McDougall | 2 h 29 min 58 s   |
| 8    | Kenya          | Arap Sum Kanuti     | 2 h 30 min 50 s   |

### 120 y haies/80 m haies
| Rang | Pays           | Athlète        | Temps  |
| ---- | -------------- | -------------- | ------ |
| 1    | Jamaïque       | Keith Gardner  | 14 s 0 |
| 2    | Afrique du Sud | Jacobus Swart  | 14 s 2 |
| 3    | Pakistan       | Ghulam Raziq   | 14 s 3 |
| 4    | Canada         | Pete Stanger   | 14 s 3 |
| 5    | Angleterre     | Peter Hildreth | 14 s 4 |
| 6    | Australie      | Berry Primrose | 14 s 9 |

| Rang | Pays             | Athlète                | Temps  |
| ---- | ---------------- | ---------------------- | ------ |
| 1    | Australie        | Norma Thrower          | 10 s 7 |
| 2    | Angleterre       | Carol Quinton          | 10 s 7 |
| 3    | Australie        | Gloria Cooke-Wigney    | 10 s 9 |
| 4    | Nouvelle-Zélande | Margaret Stuart        | 11 s 0 |
| 5    | Australie        | Wendy Hayes            | 11 s 2 |
| 6    | Angleterre       | Heather Armitage-Young | 11 s 3 |

### 440 y haies
| Rang | Pays           | Athlète             | Temps  |
| ---- | -------------- | ------------------- | ------ |
| 1    | Afrique du Sud | Gerhardus Potgieter | 49 s 7 |
| 2    | Australie      | David Lean          | 50 s 6 |
| 3    | Kenya          | Bartonjo Rotich     | 51 s 7 |
| 4    | Angleterre     | John Metcalf        | 52 s 4 |
| 5    | Angleterre     | Christopher Goudge  | 52 s 5 |
| 6    | Canada         | George Shepherd     | 52 s 8 |

### Saut en hauteur
| Rang | Pays      | Athlète              | Hauteur |
| ---- | --------- | -------------------- | ------- |
| 1    | Jamaïque  | Ernle Haisley        | 2,06 m  |
| 2    | Australie | Charles Porter       | 2,03 m  |
| 3    | Ghana     | Robert Kotei         | 2,00 m  |
| 4    | Kenya     | Joseph Leresae       | 1,98 m  |
| 4    | Nigeria   | Julius Chigbolu      | 1,98 m  |
| 4    | Ouganda   | Patrick Etolu        | 1,98 m  |
| 7    | Écosse    | Crawford Fairbrother | 1,98 m  |
| 8    | Canada    | Kenneth Money        | 1,98 m  |

| Rang | Pays             | Athlète             | Hauteur |
| ---- | ---------------- | ------------------- | ------- |
| 1    | Australie        | Michele Mason-Brown | 1,70 m  |
| 2    | Nouvelle-Zélande | Mary Donaghy        | 1,70 m  |
| 3    | Australie        | Helen Frith         | 1,65 m  |
| 4    | Angleterre       | Dorothy Shirley     | 1,65 m  |
| 5    | Angleterre       | Mary Bignal-Rand    | 1,62 m  |
| 6    | Angleterre       | Audrey Banfield     | 1,62 m  |
| 7    | Angleterre       | Jean Card           | 1,57 m  |
| 8    | Irlande du Nord  | Thelma Hopkins      | 1,57 m  |

### Saut en longueur
| Rang | Pays             | Athlète             | Distance |
| ---- | ---------------- | ------------------- | -------- |
| 1    | Jamaïque         | Paul Foreman        | 7,47 m   |
| 2    | Jamaïque         | Deryck Taylor       | 7,47 m   |
| 3    | Pakistan         | Muhammad Ramzan Ali | 7,33 m   |
| 4    | Australie        | Ian Tomlinson       | 7,30 m   |
| 5    | Angleterre       | Roy Cruttenden      | 7,28 m   |
| 6    | Nouvelle-Zélande | Roy Williams        | 7,26 m   |
| 7    | Canada           | Jack Smyth          | 7,15 m   |
| 8    | Nouvelle-Zélande | Stan Norris         | 7,15 m   |

| Rang | Pays             | Athlète          | Distance |
| ---- | ---------------- | ---------------- | -------- |
| 1    | Angleterre       | Sheila Hoskin    | 6,02 m   |
| 2    | Angleterre       | Mary Bignal-Rand | 5,97 m   |
| 3    | Australie        | Beverley Watson  | 5,97 m   |
| 4    | Pays de Galles   | Jean Whitehead   | 5,78 m   |
| 5    | Nouvelle-Zélande | Mary Donaghy     | 5,76 m   |
| 6    | Angleterre       | Marion Needham   | 5,69 m   |
| 7    | Irlande du Nord  | Thelma Hopkins   | 5,55 m   |
|      | Nouvelle-Zélande | Beverly Wiegel   | NM       |

### Triple saut
| Rang | Pays             | Athlète            | Distance |
| ---- | ---------------- | ------------------ | -------- |
| 1    | Australie        | Ian Tomlinson      | 15,74 m  |
| 2    | Canada           | Jack Smyth         | 15,69 m  |
| 3    | Nouvelle-Zélande | Stan Norris        | 15,45 m  |
| 4    | Australie        | Maurice Rich       | 15,45 m  |
| 5    | Angleterre       | Kenneth Wilmshurst | 15,40 m  |
| 6    | Sabah            | Gabuh bin Piging   | 15,10 m  |
| 7    | Ouganda          | Lawrence Ogwang    | 15,10 m  |
| 8    | Singapour        | Tan Eng Yoon       | 14,86 m  |

### Saut à la perche
| Rang | Pays             | Athlète          | Hauteur |
| ---- | ---------------- | ---------------- | ------- |
| 1    | Angleterre       | Geoffrey Elliott | 4,16 m  |
| 2    | Canada           | Bob Reid         | 4,16 m  |
| 3    | Nouvelle-Zélande | Merv Richards    | 4,16 m  |
| 4    | Pakistan         | Allah Ditta      | 4,06 m  |
| 5    | Angleterre       | Ian Ward         | 3,96 m  |
| 6    | Pakistan         | Wadi Khan        | 3,96 m  |
| 7    | Angleterre       | Rex Porter       | 3,81 m  |
| 8    | Canada           | Glen Cividin     | 3,81 m  |

### Lancer du javelot
| Rang | Pays            | Athlète       | Distance |
| ---- | --------------- | ------------- | -------- |
| 1    | Angleterre      | Colin Smith   | 71,29 m  |
| 2    | Pakistan        | Jalal Khan    | 70,83 m  |
| 3    | Canada          | Hans Moks     | 70,41 m  |
| 4    | Irlande du Nord | Dick Miller   | 66,96 m  |
| 5    | Fidji           | William Liga  | 66,90 m  |
| 6    | Angleterre      | Peter Cullen  | 66,90 m  |
| 7    | Angleterre      | Ray Davies    | 66,49 m  |
| 8    | Pakistan        | Mohamed Nawaz | 66,13 m  |

| Rang | Pays            | Athlète             | Distance |
| ---- | --------------- | ------------------- | -------- |
| 1    | Australie       | Anna Pazera-Bocson  | 57,41 m  |
| 2    | Afrique du Sud  | Magdalena Swanepoel | 48,73 m  |
| 3    | Angleterre      | Averil Williams     | 46,78 m  |
| 4    | Angleterre      | Susan Platt         | 45,38 m  |
| 5    | Angleterre      | Margaret Callender  | 44,31 m  |
| 6    | Angleterre      | Mary Tadd           | 41,58 m  |
| 7    | Inde            | Elizabeth Davenport | 40,53 m  |
| 8    | Irlande du Nord | Bridget Robinson    | 36,67 m  |

### Lancer du disque
| Rang | Pays             | Athlète              | Distance |
| ---- | ---------------- | -------------------- | -------- |
| 1    | Afrique du Sud   | Stephanus du Plessis | 55,94 m  |
| 2    | Nouvelle-Zélande | Les Mills            | 51,73 m  |
| 3    | Angleterre       | Gerald Carr          | 51,63 m  |
| 4    | Écosse           | Michael Lindsay      | 49,07 m  |
| 5    | Fidji            | Mesulame Rakuro      | 48,01 m  |
| 6    | Canada           | Stan Raike           | 46,62 m  |
| 7    | Pays de Galles   | Hywel Williams       | 46,41 m  |
| 8    | Écosse           | Peter Isbester       | 46,29 m  |

| Rang | Pays             | Athlète               | Distance |
| ---- | ---------------- | --------------------- | -------- |
| 1    | Angleterre       | Suzanne Farmer-Allday | 45,91 m  |
| 2    | Nouvelle-Zélande | Jennifer Thompson     | 45,29 m  |
| 3    | Nouvelle-Zélande | Valerie Sloper-Young  | 44,93 m  |
| 4    | Canada           | Marie Dupree          | 42,93 m  |
| 5    | Angleterre       | Sylvia Needham        | 42,53 m  |
| 6    | Australie        | Lois Jackman          | 40,86 m  |
| 7    | Afrique du Sud   | Anna Fick             | 39,08 m  |
| 8    | Écosse           | Diana Will            | 38,22 m  |

### Lancer du poids
| Rang | Pays             | Athlète         | Distance |
| ---- | ---------------- | --------------- | -------- |
| 1    | Angleterre       | Arthur Rowe     | 17,57 m  |
| 2    | Angleterre       | Martin Lucking  | 16,50 m  |
| 3    | Australie        | Barry Donath    | 15,79 m  |
| 4    | Afrique du Sud   | Johannes Botha  | 15,61 m  |
| 5    | Angleterre       | Nick Morgan     | 15,56 m  |
| 6    | Écosse           | Michael Lindsay | 15,42 m  |
| 7    | Nouvelle-Zélande | Les Mills       | 15,26 m  |
| 8    | Canada           | Stan Raike      | 15,00 m  |

| Rang | Pays             | Athlète                      | Distance |
| ---- | ---------------- | ---------------------------- | -------- |
| 1    | Nouvelle-Zélande | Valerie Sloper-Young         | 15,54 m  |
| 2    | Angleterre       | Suzanne Farmer-Allday        | 14,44 m  |
| 3    | Canada           | Jacqueline MacDonald-Gelling | 14,03 m  |
| 4    | Afrique du Sud   | Magdalena Swanepoel          | 13,17 m  |
| 5    | Nouvelle-Zélande | Jennifer Thompson            | 12,79 m  |
| 6    | Angleterre       | Iris Mouzer                  | 12,41 m  |
| 7    | Angleterre       | Josephine Cook               | 12,29 m  |
| 8    | Irlande du Nord  | Mary Peters                  | 11,21 m  |

### Lancer du marteau
| Rang | Pays           | Athlète         | Distance |
| ---- | -------------- | --------------- | -------- |
| 1    | Angleterre     | Mike Ellis (en) | 62,90 m  |
| 2    | Pakistan       | Muhammad Iqbal  | 61,70 m  |
| 3    | Angleterre     | Peter Allday    | 57,58 m  |
| 4    | Zimbabwe       | Howard Payne    | 56,39 m  |
| 5    | Angleterre     | Don Anthony     | 55,02 m  |
| 6    | Australie      | Charley Morris  | 54,99 m  |
| 7    | Afrique du Sud | Charlie Koen    | 52,49 m  |
| 8    | Pakistan       | Malik Noor      | 50,93 m  |

### 4 × 110 y relais
| Rang | Pays           | Athlètes                                                    | Temps  |
| ---- | -------------- | ----------------------------------------------------------- | ------ |
| 1    | Angleterre     | Peter Radford Roy Sandstrom David Segal Adrian Breaker      | 40 s 7 |
| 2    | Nigeria        | Smart Akrara Thomas Obi Victor Odofin Jimmy Omagbemi        | 41 s 0 |
| 3    | Australie      | Terry Gale Richard Gosper Jim McCann Dennis Hogan           | 41 s 6 |
| 4    | Canada         | Stuart Cameron Peter Stanger Stan Levenson Michael Agostini | 41 s 7 |
| 5    | Pays de Galles | Dewi Roberts John Morgan Ronald Jones Nick Whitehead        | 42 s 0 |
| 6    | Ouganda        |                                                             | 42 s 1 |

| Rang | Pays             | Athlètes                                                        | Temps  |
| ---- | ---------------- | --------------------------------------------------------------- | ------ |
| 1    | Angleterre       | Madeleine Weston Dorothy Hyman June Paul Heather Armitage-Young | 45 s 3 |
| 2    | Australie        | Marlene Mathews-Willard Kay Johnson Wendy Hayes Betty Cuthbert  | 46 s 1 |
| 3    | Canada           | Diane Matheson Freyda Berman Maureen Rever Eleanor Haslam       | 47 s 2 |
| 4    | Nouvelle-Zélande | Beverley Weigel Mary Donaghy Margaret Stuart Marise Chamberlain | 48 s 3 |
| 5    | Écosse           | Doris Tyndall Mary Symon Isabel Bond Mary Campbell              | 48 s 5 |
| 6    | Irlande du Nord  | Bridget Robinson Maeve Kyle Thelma Hopkins Mary Peters          | 50 s 4 |

### 4 × 440 y relais
| Rang | Pays           | Athlètes                                               | Temps         |
| ---- | -------------- | ------------------------------------------------------ | ------------- |
| 1    | Afrique du Sud | Gert Potgieter Gordon Day Gerald Evans Malcolm Spence  | 3 min 08 s 21 |
| 2    | Angleterre     | John Wrighton John Salisbury Ted Sampson Derek Johnson | 3 min 09 s 61 |
| 3    | Jamaïque       | George Kerr Malcolm Spence Gerhald James Keith Gardner | 3 min 10 s 08 |
| 4    | Canada         |                                                        | 3 min 12 s 7  |
| 5    | Inde           |                                                        | 3 min 15 s 4  |
| 6    | Kenya          |                                                        | 3 min 16 s 7  |

## Légende
Records et Performances
- AR : Record continental (area record)
- CR : Record des championnats (championship record)
- MR : Record du meeting (meet record)
- NR : Record national (national record)
- OR : Record olympique (olympic record)
- PR : Record paralympique (paralympic record)
- PB : Record personnel (personal best)
- SB : Meilleure performance personnelle de la saison (season's best)
- WL : Meilleure performance mondiale de l'année (world leader)
- WJR : Record du monde junior (world junior record)
- WR : Record du monde (world record)

Circonstances et Conditions
- DNF : N'a pas terminé (did not finish)
- DNS : N'a pas pris le départ (did not start)
- DQ : Disqualification (disqualification)
- NM : Aucun essai valable enregistré (No Mark)
- Q : Qualifié « directement » au prochain tour (ou à la prochaine compétition), lors d'une compétition majeure, grâce au classement ou à la réalisation des minima (automatic qualifier)
- q : Qualifié au prochain tour (ou à la prochaine compétition), lors d'une compétition majeure, grâce au repêchage ou à la réalisation de l'une des meilleures performances parmi celles des « non qualifiés directement » (grâce au meilleur temps ou à la meilleure distance par exemple) (secondary qualifier)